# Kamienica Bełzińska w Krakowie
Kamienica Bełzińska (znana także jako Kamienica Bełzowska, Kamienica Cyprianowska, Kamienica Pod Jelonkiem, Kamienica Witoszyńskich) – zabytkowa kamienica znajdująca się w Krakowie, w dzielnicy I przy ulicy Floriańskiej 45, na Starym Mieście.

## Historia
Kamienica została wzniesiona w XV wieku. W XVI wieku i pierwszej ćwierci XVII wieku była własnością patrycjuszowskiej rodziny Bełzów. Około 1540 została przebudowana i rozbudowana na zlecenie S. Bełzy. Utrwalił się wówczas typowy układ wnętrz, uzupełniony na przełomie XVI i XVII wieku o klatkę schodową. W połowie XVII wieku kamienica została nadbudowana o drugie piętro. W 1766 została wyremontowana przez pasamonika J. Wajdnera. W 1830 przeszła gruntowną przebudowę w stylu klasycystycznym, nadbudowano też trzecie piętro. W 1833 wzniesiono jednopiętrową oficynę tylną w stylu neobarokowym. W 1880 kamienica została gruntownie przebudowana według projektu Jacka Matusińskiego, wzniesiono też oficynę boczną z drewnianymi gankami oraz przekształcono oficynę tylną. W czwartej ćwierci XIX wieku na drugim piętrze budynku mieściła się prywatna szkoła powszechna. U schyłku XIX wieku kamienica przeszła w ręce rodziny Witoszyńskich. W 1910 przebudowano parter według projektu Franciszka Mączyńskiego i Karola Frycza, adaptując go na potrzeby kawiarni "Jama Michalika". W tym samym czasie zburzono oficynę boczną i przekształcono podwórze w tzw. Salę Fryczowską, nakrytą szklanym dachem i połączoną arkadami z dawną izbą tylną, zwaną Salą Starą oraz parterem oficyny tylnej. W 1927 zburzono piętra oficyny oraz zmodernizowano zaplecze. W latach 1929–1930 przebudowano parter fasady według projektu Franciszka Mączyńskiego. W II połowie lat 50. XX wieku odtworzono sień i zbudowano piwnicę pod Salą Fryczowską na potrzeby kawiarni. W 1968, 1973, 1985 i 1992 przeprowadzono prace konserwatorskie.
15 lipca 1930 kamienica została wpisana do rejestru zabytków. Wpis rozszerzono 21 lipca 1975. Budynek  znajduje się także w gminnej ewidencji zabytków.

## Architektura
Kamienica ma cztery kondygnacje. Fasada utrzymana jest w stylu klasycystycznym. W partii parteru ma ona trzy osie, zaś w partii pięter pięć, co jest rzadko spotykane w budynkach wzniesionych na działce półkuryjnej. Poszczególne kondygnacje oddzielone są od siebie wąskimi gzymsami. W pierwszej osi parteru znajduje się prosty, półkoliście zwieńczony portal. Okna parteru, mające charakter dużych witryn, nawiązują stylistyką do portalu. Okna pierwszego piętra ozdobione są trójkątnymi frontonami, okna drugiego piętra – gzymsami, zaś okna trzeciego piętra pozbawione są dekoracji. Budynek wieńczy szeroki gzyms koronujący.

## Kultura
Począwszy od 1895 w budynku znajduje się najsłynniejsza krakowska kawiarnia literacka, zwana początkowo "Cukiernią Lwowską", a obecnie "Jamą Michalika". W latach 1905–1915 była ona siedzibą pierwszego polskiego kabaretu literackiego Zielony Balonik, a w latach 1960–1991 Kabaretu Jama Michalika.

## Kawiarnia Jama Michalika wnętrza

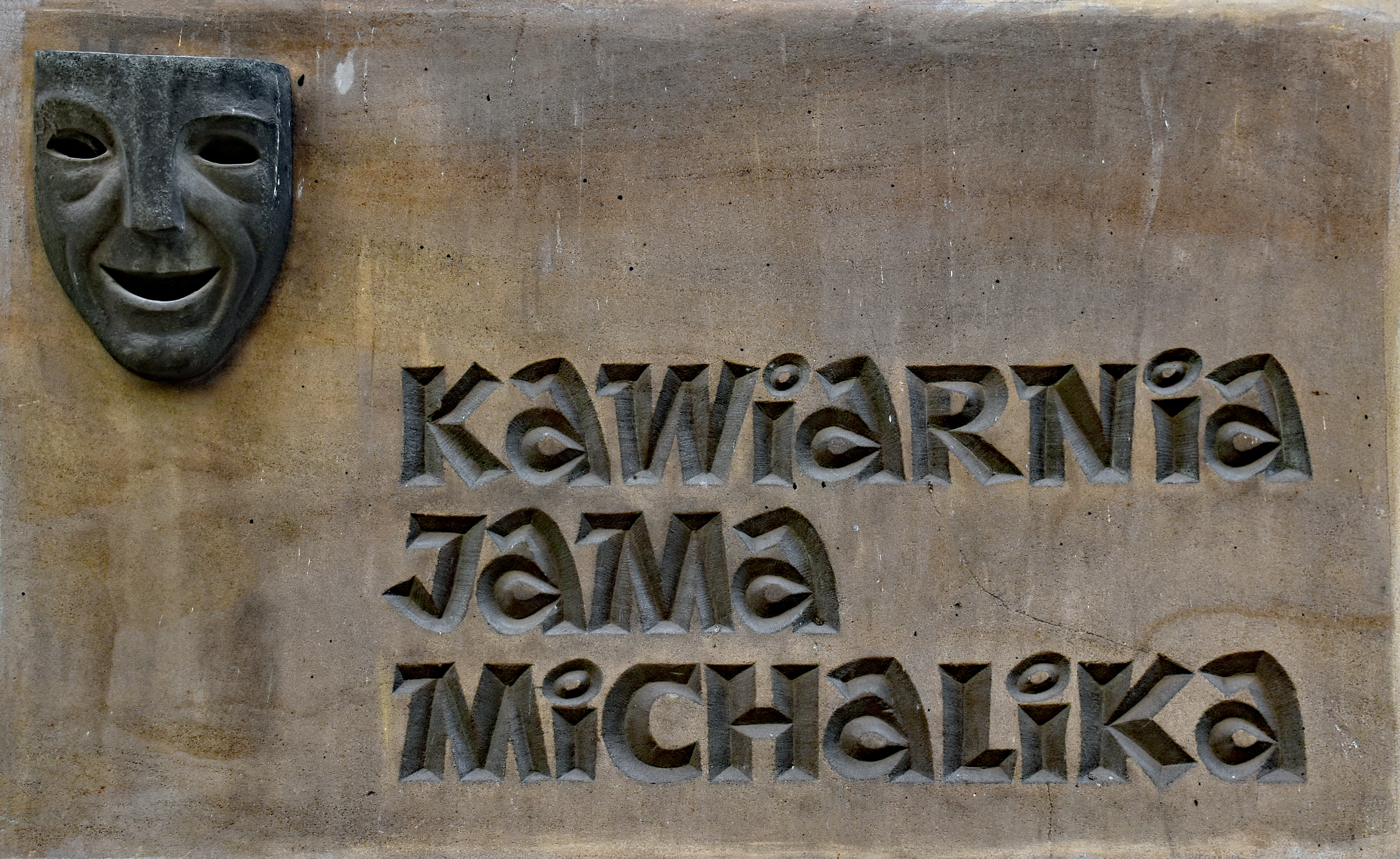
Szyld kawiarni
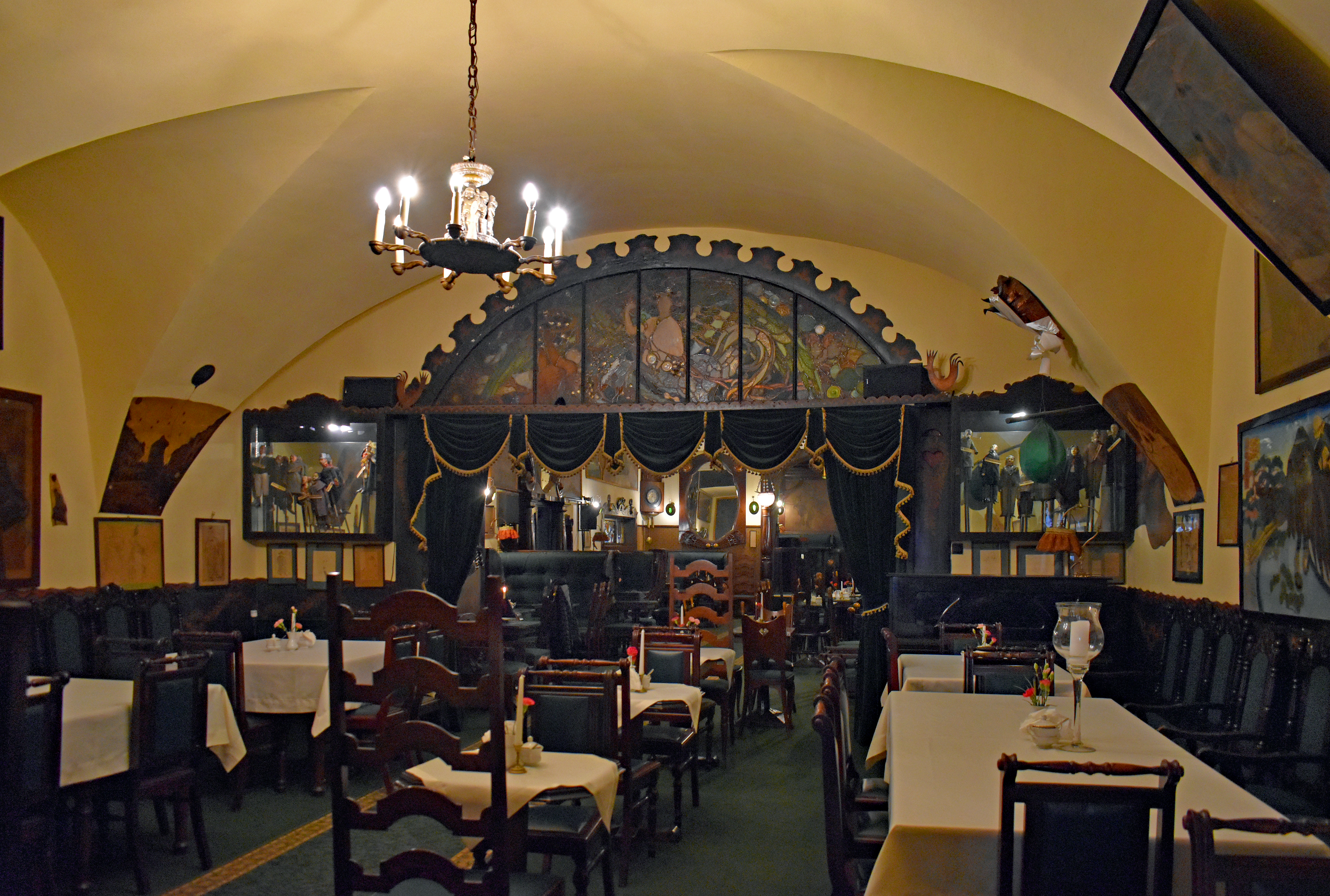
Wnętrze kawiarni
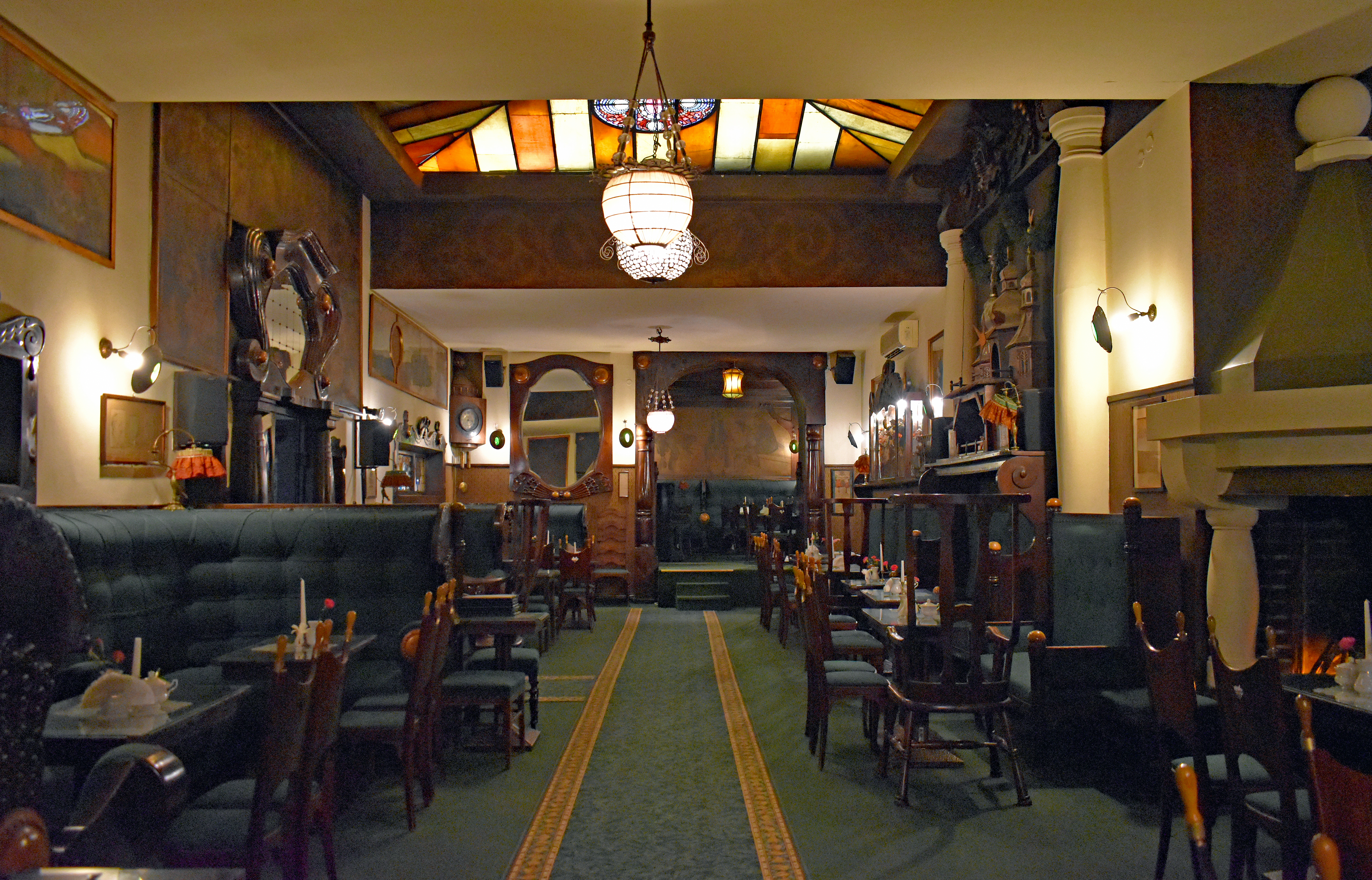
Wnętrze kawiarni
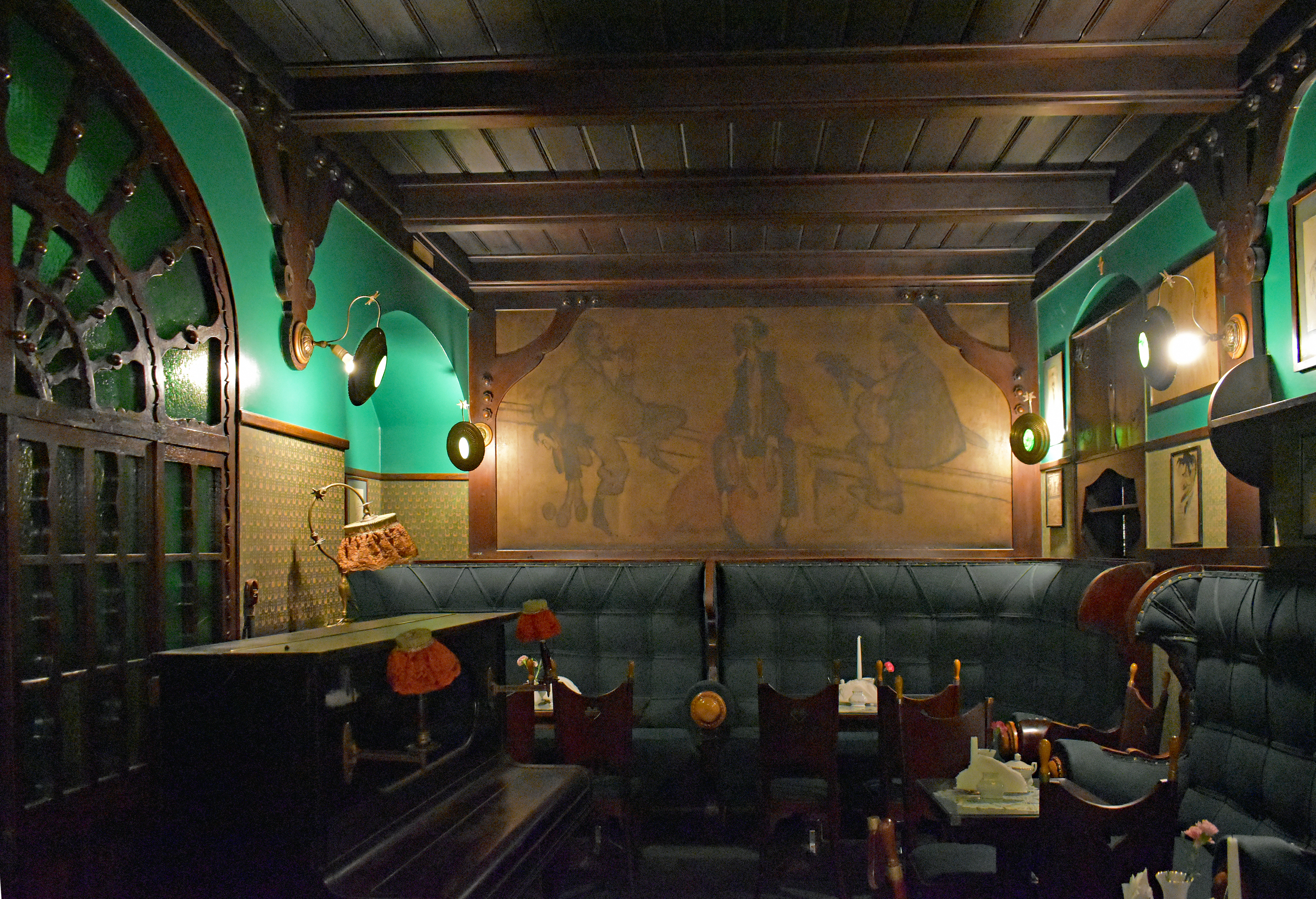
Wnętrze kawiarni
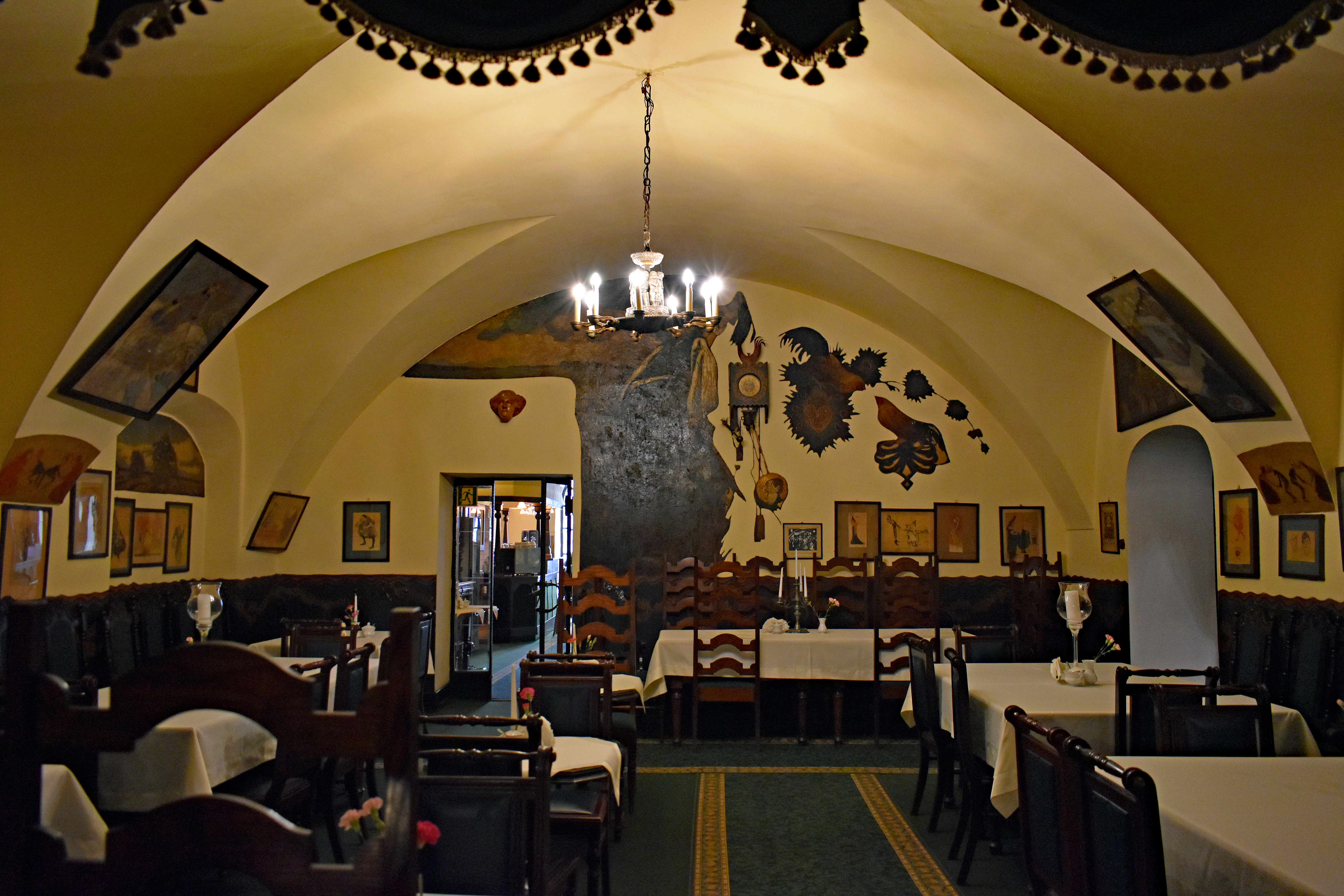
Wnętrze kawiarni